# Kamienica Salomona Bahariera w Łodzi
Kamienica Salomona Bahariera – kamienica położona przy ulicy Piotrkowskiej 107 w Łodzi.

## Historia
Kamienica powstawała w kilku etapach. W 1882 na zlecenie Salomona Bahariera, powstał dwupiętrowy budynek według projektu Edwarda Crentzburga. W latach 1888–1897 właścicielem kamienicy był Majer Cylich, który w 1895 zlecił dobudowę kolejnego piętra. Od 1897 do lat 20. XX w. nieruchomość pozostawała w rękach Anieli i Henryka Sachsów. W roku przejęcia przez nich kamienicy, dokonano przebudowy elewacji według projektu Dawida Lande, co nadało jej wyraźny charakter empirowy.
Kamienica jest zdobiona postaciami orłów, łabędzi, maszkaronów oraz motywami roślinnymi.